# Unterseeboot 877
L'Unterseeboot 877 (ou U-877) est un sous-marin allemand utilisé par la Kriegsmarine pendant la Seconde Guerre mondiale.

## Historique
Après sa phase d'entraînement initial à Stettin en province de Poméranie dans la 4. Unterseebootsflottille jusqu'au 30 novembre 1944, l'U-877 est affecté en unité de combat à la 33. Unterseebootsflottille à Flensbourg à partir du 1er décembre 1944.
Deux jours après le début de sa première patrouille, le 27 novembre 1944, il est attaqué par un avion bombardier britannique Bristol Beaufighter qui lui lance deux grenades. Celles-ci détruisent son antenne radar, l'U-877 continue sa patrouille. 
L'U-877, après trente-trois jours en mer, est coulé le 27 décembre 1944 dans l'Atlantique Nord-Ouest au large des Açores, à la position géographique 46° 25′ N, 36° 38′ O par les obus de mortier sous-marin et par les charges de profondeurs lancées par la corvette canadienne HMCS St. Thomas. 
Les cinquante-six membres d'équipage sont secourus.

## Affectations successives
- 4. Unterseebootsflottille du 24 mars 1944 au 30 novembre 1944
- 33. Unterseebootsflottille du 1er décembre 1944 au 27 décembre 1944

## Commandement
- Kapitänleutnant Eberhard Findeisen du 24 mars 1944 au 27 décembre 1944

## Navires coulés
L'U-877 n'a ni coulé, ni endommagé de navire ennemi au cours de l'unique patrouille qu'il effectua.

## Sources
- U-877 sur Uboat.net